# مات ريتشاردسون
مات ريتشاردسون (بالإنجليزية: Matt Richardson)‏ هو مقدم تلفزيوني بريطاني، ولد في 28 مايو 1991 في Didcot ‏ في المملكة المتحدة.